# 診療放射線学科
診療放射線学科（しんりょうほうしゃせんがっか）は、診療放射線学を学問大系とする大学・専修学校の学科。

## 概要
日本では、主に診療放射線技師を養成する学校に存在する。
また、同様の学問大系に、診療放射線技術学があり、医療における放射線の応用利用を扱う。関連学会として日本放射線技術学会が設立されている。